# Jack Leslie
John Francis Leslie (17 de agosto de 1901 - 25 de novembro de 1988) foi um jogador de futebol profissional inglês.
Leslie foi convocado para a Seleção Inglesa de Futebol em 1925; seu empresário, Bob Jack, disse que ele havia sido escolhido para jogar pela Inglaterra contra a Irlanda. No entanto, o convite para jogar pelo seu país foi retirado. Especulou-se que isso se devia a objeções tardias à sua cor por membros da The Football Association que desconheciam sua etnia. Mais tarde na vida, Leslie disse ao jornalista Brian Woolnough: "Eles devem ter esquecido que eu era um garoto de cor." 
Leslie nunca mais foi escolhida para a Inglaterra. Como consequência, foi só em 1978 que Viv Anderson se tornou a primeira jogadora negra a aparecer com uma camisa da Inglaterra